# Zaměstnání
Zaměstnání je právní vztah mezi dvěma stranami, při kterém jedna strana (zaměstnanec) vykonává pravidelně práci stanoveného druhu pro druhou stranu (zaměstnavatele), a za to od zaměstnavatele dostává pravidelnou odměnu založenou obvykle především na odpracovaném čase. V Česku bývá odměna (mzda u pracovního poměru, plat u služebního poměru) obvykle vyplácena měsíčně, možné jsou i systémy s hodinovou, denní a roční mzdou. Kromě stálé finanční odměny (základní mzdy) jsou možné i bonusy (prémie) jako další finanční odměna za kvalitní či jinak úspěšnou práci a dále nefinanční benefity, například v podobě zaměstnavatelem dotovaného bydlení, pojištění nebo stravování anebo v podobě podílu na akciích zaměstnavatelské organizace. Právní otázky zaměstnání bývají obecně stanoveny zákonem (v Česku Zákoníkem práce) a dalšími předpisy (například týkajícími se požární ochrany a ochrany zdraví při práci), konkrétně bývají určeny pracovní smlouvou, jejími dodatky a předpisy zaměstnavatele. Výkon zaměstnání dále mohou ovlivnit odbory, které sdružují zaměstnance a se zaměstnavateli sjednávají další podmínky výkonu práce a bojují za lepší podmínky pro svoje členy. Osoba, která nemá zaměstnání, ale usiluje o to nějaké získat, se označuje jako nezaměstnaný.